# Komár tygrovaný
Komár tygrovaný (Aedes albopictus) je původem z Jihovýchodní Asie. Přenáší na člověka některé nebezpečné nemoci — horečku dengue, žlutou zimnici a další. Je schopen přenášet Zika virus.
Komár tygrovaný byl zahrnut do seznamu 100 nejhorších invazních druhů světa.

## Invazní historie
V 70. letech 20. století byl poprvé zaznamenán jeho výskyt v Evropě, konkrétně v Albánii. Později ve Francii a v Itálii. V prosinci 2007 byl zaznamenán ve Švýcarsku. Tamější populace naštěstí nebyla infikována, avšak v Itálii, kde se tento komár objevil rovněž, měl na svědomí vypuknutí horečky chikungunya, jíž podlehl jeden člověk. Další země, kde se tento nepůvodní druh vyskytuje, jsou Belgie a Francie; spekuluje se rovněž o zemích Pyrenejského poloostrova a Balkánu. V České republice byl v roce 2012 zachycen ojedinělý výskyt na jižní Moravě u Mikulova. Na Slovensku se v okolí Košic objevil v roce 2012. V roce 2023 byl zaznamenán v oblasti Bratislavy. Vlivem postupného zvyšování teplot ve střední Evropě vědci očekávají další rozšiřování druhu směrem na sever. V roce 2010 bylo zaznamenáno nakažení turisty horečkou dengue v Chorvatsku, varování vědců platí pro Kypr, Bulharsko, Slovinsko, Severní Makedonii, Portugalsko, Turecko, Benelux, Německo a Velkou Británii.